# Ordżonikidze (1950)
Ordżonikidze (Орджоникидзе), następnie KRI Irian – radziecki, następnie indonezyjski krążownik lekki projektu 68bis (typu Swierdłow) z okresu po II wojnie światowej.

## Budowa
„Ordżonikidze” należał do długiej serii krążowników projektu 68bis, których budowę dla marynarki wojennej ZSRR rozpoczęto krótko po zakończeniu II wojny światowej. Ogółem ukończono ich 14, a budowane były w czterech stoczniach. Okręt został wciągnięty na listę floty już 3 grudnia 1947 roku jako jeden z trzech pierwszych okrętów tego typu, których budowę zlecono różnym stoczniom. Otrzymał nazwę od gruzińskiego komunisty Sergo Ordżonikidze. „Ordżonikidze” był pierwszym z okrętów tego typu zbudowanych w stoczni nr 194 w  Leningradzie.
Stępkę pod budowę położono 19 października 1949 roku pod numerem budowy 600. Okręt wodowano 17 września 1950 roku. Wszedł do służby 18 sierpnia 1952 roku, a banderę podniósł po raz pierwszy 31 sierpnia 1952 roku.

## Opis

### Konstrukcja i napęd
Wyporność standardowa krążowników projektu 68bis wynosiła 13 230 ton, a pełna 16 300 ton. Długość wynosiła 210 m, szerokość 22 m, a zanurzenie 7,3 m.
Załoga liczyła według etatu radzieckiego 1270 ludzi.
Napęd stanowiły dwa zespoły turbin parowych z przekładniami TW-7, wyprodukowane w Charkowskiej Fabryce Turbogeneratorów, o mocy nominalnej po 55 000 KM. Turbiny rozwijały na różnych okrętach maksymalną moc łączną 118 – 128 tysięcy KM. Parę dostarczało sześć wodnorurkowych trójwalczakowych kotłów parowych KW-68, o ciśnieniu roboczym 25 atmosfer i temperaturze pary 370°±20° C. Turbiny napędzały dwie śruby o średnicy 4,58 m. Zapas paliwa płynnego (mazutu) wynosił 3420 ton, a maksymalnie 3920 ton. Maksymalny zasięg pływania wynosił 9000 mil morskich przy prędkości ekonomicznej 16 węzłów. Prędkość maksymalna okrętów wynosiła 33 węzły.

### Uzbrojenie

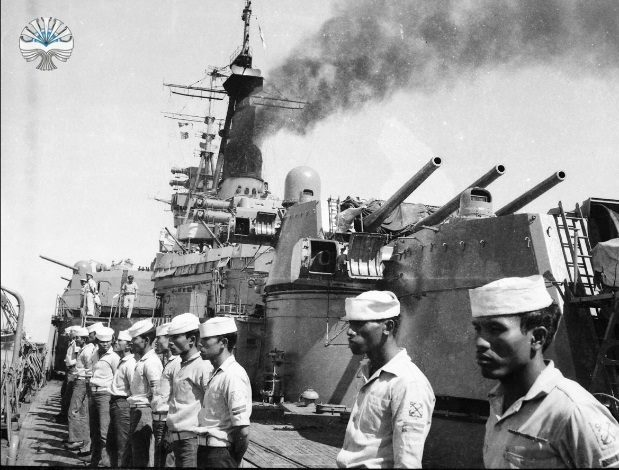
W służbie Indonezji jako „Irian” – widoczne uzbrojenie główne

Główne uzbrojenie artyleryjskie stanowiło 12 armat B-38 kalibru 152 mm w czterech trzydziałowych wieżach MK-5bis. Długość lufy wynosiła 8935 mm (L/58,6 – 58,6 kalibrów), a dokładny kaliber 152,4 mm. Kąt podniesienia luf wynosił od -5°30′ do +45°30′. Strzelały pociskami o masie 55 kg na maksymalną odległość 30 215 m z prędkością wylotową 950 m/s. Łączny zapas amunicji wynosił 2202 pociski.
Artylerię przeciwlotniczą średniego kalibru stanowiło 12 dział uniwersalnych kalibru 100 mm w sześciu dwudziałowych stabilizowanych wieżach SM-5-1. Długość lufy wynosiła 7015 mm (L/70). Kąt podniesienia luf wynosił od -8° do +85°. Strzelały pociskami o masie 15,6 – 15,9 kg na maksymalną odległość 24 000 m. Miały one szybkostrzelność maksymalną 15–18 strz./min na lufę. Łączny zapas amunicji wynosił 3852 pociski. Uzupełniało je lekkie uzbrojenie przeciwlotnicze w postaci 32 automatycznych armat kalibru 37 mm w 16 podwójnie sprzężonych odkrytych stanowiskach W-11. Miały one lufy o długości L/70 i szybkostrzelność maksymalną 160–180 strz./min na lufę.
Uzbrojenie uzupełniała broń podwodna w postaci 10 wyrzutni torped kalibru 533 mm, w dwóch pięciowyrzutniowych aparatach PTA-53-68-bis.

### Opancerzenie
Główne opancerzenie burt stanowił pas pancerny w rejonie linii wodnej, na większości długości okrętu – pomiędzy skrajnymi wieżami artylerii, o grubości 100 mm, nakryty wewnętrznym pokładem pancernym o grubości 50 mm. Od przodu cytadela była zamknięta grodzią grubości 120 mm, a od tyłu 100 mm. W części dziobowej przedłużenie głównego pasa stanowił pas o grubości 20 mm, nakryty pokładem o takiej samej grubości. Na rufie maszyna sterowa była chroniona pancerzem skrzyniowym grubości 100 mm po bokach i 50 mm od góry.
Wieże artylerii głównej miały pancerz grubości 175 mm z przodu, 65 mm z boku, 60 mm od tyłu i 75 mm od góry, a ich barbety miały pancerz 130 mm. Wieże artylerii przeciwlotniczej były lekko opancerzone pancerzem 20 mm z przodu i boków i 10 mm od góry.
Wieża dowodzenia miała pancerz pionowy grubości 130 mm, dachu 100 mm i podłogi 30 mm. Słabiej były opancerzone ponadto niektóre inne elementy konstrukcji.

## Służba

### ZSRR
Wraz z podniesieniem bandery, „Ordżonikidze” został wcielony do radzieckiej 4 Floty. W dniach 10–14 lipca 1954 roku złożył wizytę w Helsinkach. 24 grudnia 1955 roku został wcielony w skład Floty Bałtyckiej. 
W dniach 18–27 kwietnia 1956 roku wraz z delegacją władz radzieckich złożył wizytę w Portsmouth w Wielkiej Brytanii, pod flagą kontradmirała W. Kotowa, w towarzystwie niszczycieli: „Smotriaszczyj” i „Sowierszonnyj”. Na jego pokładzie podróżował pierwszy sekretarz partii komunistycznej Nikita Chruszczow i premier Nikołaj Bułganin. Doszło wówczas do incydentu międzypaństwowego, kiedy dno krążownika próbował obejrzeć brytyjski płetwonurek bojowy Lionel Crabb, który został zauważony, a następnie zginął w niewyjaśnionych okolicznościach. Między 1 a 8 sierpnia 1956 roku krążownik odbył wizytę w Kopenhadze, a między 7 a 11 sierpnia dwa lata później ponownie w Helsinkach. 
Od 14 lutego 1961 roku krążownik służył we Flocie Czarnomorskiej. 5 kwietnia 1962 roku wypłynął z Sewastopola w celu sprzedaży Indonezji i 5 sierpnia tego roku dopłynął do Surabai. Nosił wówczas numer burtowy 201. Został formalnie skreślony z listy floty 24 stycznia 1963 roku.

### Indonezja

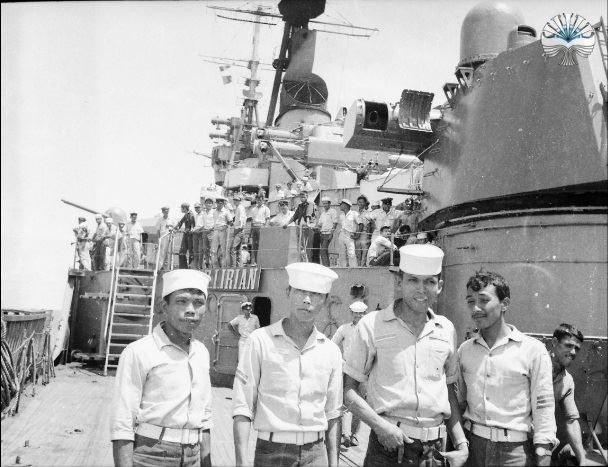
W służbie Indonezji jako „Irian”

Okręt wszedł do służby jako jedyny krążownik indonezyjskiej marynarki, pod nazwą „Irian” od nazwy spornej prowincji. Publikację podają ogólnie datę przejęcia jako wrzesień 1962 roku. Według niektórych źródeł, prowadzono także rozmowy nad sprzedażą pod koniec 1963 roku drugiego krążownika, lecz nie został on dostarczony. Po przewrocie wojskowym generała Suharto, skończył się dostęp do części zamiennych z ZSRR i krążownik wycofano ze służby w 1972 roku. Został po tym złomowany.